# Перетна
Перетна́ (Перетенка) — река в Новгородской области России. Течёт через Окуловский район, в основном на северо-восток. Левый приток среднего течения Мсты.
Длина реки составляет 39 км. Площадь водосборного бассейна — 905 км².

## География
Берёт начало в озере Заозерье в 10 км от Окуловки (по другим данным в озере Перетно), протекая в дальнейшем через 10 населённых пунктов. В районе посёлка Топорок слева впадает во Мсту. Устье Перетны находится в 262 км от устья реки Мста по левому берегу.
На берегу Перетны находятся:
- деревня Снарево
- деревня Васильково
- районный центр Окуловка
- деревня Полищи
- пгт Кулотино
- деревня Верешино
- посёлок Котово
- Перетёнка Первая
- Перетёнка Вторая
- посёлок Топорок

Возле Обреченской ГЭС Перетна принимает характер горной реки и на протяжении последующих 5 км имеет среднее падение 10 метров на 1 км.
В 25 км от устья, по левому берегу реки впадает река Хоринка. В 4 км от устья, по левому берегу реки впадает река Мологжа.

## Объекты
В 1856 году на берегу реки в Окуловке была построена бумажная фабрика.
На реке имеется Обреченская ГЭС с водохранилищем, полезный объём которого составляет около 16—18 млн м³. В 1,5 км ниже её находится «Нижнее» водохранилище и «Верхний» гидроузел. В этом месте плотина создает подпор уровня Перетны для производственного водозабора из пруда, расположенного на территории Окуловской бумажной фабрики. Полезный объём водохранилища 0,15 млн м³.
Один из участков русла Перетны, обладая уникальными характеристиками, используется для проведения всероссийских соревнований по гребному слалому.
В 1964 году в районе Окуловского ЦБК была построена плотина, которая позже, вследствие высокого паводка 1966 года, была разрушена. На этом месте с 2008 года существует Слаломный канал. Длина канала составляет около 500 метров, перепад высоты на данном участке — примерно 12 метров.
Первыми крупными соревнованиями на Перетне стал розыгрыш Кубка России, прошедший 19—25 мая 2008 года. В июле 2009 года канал был реконструирован
.
В бассейне Перетны находится несколько раннеславянских курганных групп (свыше 100 насыпей) IX—XIII веков, в том числе — укреплённое поселение (летописный «град») новгородских словен Малые Полищи.

## Данные водного реестра
По данным государственного водного реестра России относится к Балтийскому бассейновому округу, водохозяйственный участок реки — Мста без р. Шлина от истока до Вышневолоцкого г/у, речной подбассейн реки — Волхов. Относится к речному бассейну реки Нева (включая бассейны рек Онежского и Ладожского озера).
Код объекта в государственном водном реестре — 01040200212102000020940.